# Río Mulaute
Río Mulaute är ett vattendrag i Ecuador.   Det ligger i provinsen Pichincha, i den centrala delen av landet, 70 km väster om huvudstaden Quito.